# Харизов, Семён Александрович
Семён Александрович Харизов (19 августа 1993, Москва) — грузинский и российский хоккеист, игрок сборной Грузии по хоккею с шайбой.

## Игровая карьера
В начале своей карьеры Семён Харизов выступал в России на различных уровнях — юниорском, студенческом и любительском. В Московской студенческой лиге он играл за команды МГСУ, «Сенаторы» Ранхигс и «Ледяные Волки» МАИ. Также выступал за команду «Белые медведи». В 2016 году Харизов переехал в Грузию и начал выступать за клуб «Мимино»
 из Бакуриани в Грузинской хоккейной лиге.
С сезона 2022/2023 Харизов выступает за немецкий хоккейный клуб «Райне Айс Кетс» из 4 дивизиона Германии. Вместе с клубом дошел до финала чемпионата, где в финальной серии уступили клубу «Тройсдорф».

## Международная карьера
Дебют за сборную Грузии состоялся в 2018 году, на чемпионате мира в Третьем дивизионе , где Харизов набрал 7 очков (3 гола и 4 передачи) и отдал четыре результативные передачи в пяти матчах. Особенно ярко он проявил себя в игре против сборной Тайваня, где заработал 6 очков (3+3). Этот чемпионат стал историческим для сборной Грузии — команда одержала победу в Третьем дивизионе и перешла во Второй. В 2019 году Харизов участвовал во Втором дивизионе в группе B, сыграв 5 матчей и отметившись одним голом, а сборная заняла 4-е место.
После отмены двух чемпионатов мира из-за пандемии COVID-19, турнир группы B состоялся в Рейкьявике (Исландия), с 18 по 23 апреля 2022 года. в апреле 2022 года. Харизов сыграл в четырёх матчах, набрав 3 очка (1 гол и 2 передачи) при показателе полезности +4. Грузия завоевала серебро и перешла в группу А второго дивизиона.
В 2023 году Харизов вместе со сборной Грузии впервые в истории выступил в дивизионе 2A. Как и прошлогодний турнир, этот прошел для грузин более чем успешно. В группе с Израилем, Австралией, Исландией, Хорватией и Испанией, горцы смогли одержать 4 победы, при одном поражении хозяевам турнира. А в игре с главными фаворитами турнира - Хорватией, сборная Грузии одержала первую официальную «сухую» победу в своей истории (6:0). На турнире Харизов отметился двумя набранными очками (0+2), при показателе полезности +1.
В конце 2023 года Харизов впервые принял участие в квалификационном турнире на Олимпийские игры 2026. Сборная Грузии встретилась с командами Нидерландов (2:8), Испании (1:4) и Таиланда (10:0). Харизов забил один гол и отдал две передачи.
В 2024 году, после дисквалификации и вынужденного понижения в дивизион 2B, сборная Грузии отправилась на чемпионат мира в Болгарию. Команда завоевала бронзовые медали. Харизов, пропустив часть турнира из-за травмы, принял участие в трёх матчах и забросил одну шайбу.
В 2025 году сборная Грузии по хоккею на льду одержала историческую победу на чемпионате мира во втором дивизионе (группа B), завоевав вторую золотую медаль в своей истории и обеспечив себе выход в группу A второго дивизиона. Турнир проходил с участием команд из Болгарии, Исландии, Новой Зеландии, Тайваня и Таиланда. Грузинская сборная одержала пять побед в пяти матчах и уверенно заняла первое место в турнирной таблице.
Харизов, будучи номинальным нападающим, провёл весь турнир на позиции защитника. Несмотря на смену амплуа, он отметился результативной передачей и внёс свой вклад в общекомандный успех.
Победа в турнире позволила сборной Грузии вернуться в группу A второго дивизиона, что стало важным шагом в развитии хоккея в стране.

## Статистика
| Легенда | Легенда                    | Легенда | Легенда                   | Легенда | Легенда    |
| ------- | -------------------------- | ------- | ------------------------- | ------- | ---------- |
| И       | Количество проведённых игр | Штр     | Штрафное время            | +/−     | Плюс-минус |
| Г       | Голы                       | П       | Голевые передачи          | О       | Очки       |
| -       | Статистика неизвестна      | —       | Статистика не учитывалась |         |            |